# إدغار موران
إدغار موران (بالفرنسية: Edgar Morin) فيلسوف وعالم اجتماع فرنسي معاصر. ولد في باريس في 8 يوليو 1921. يعرّف نفسه بأنه بنائي ويقول: «من يفكر أحمق.».
ل المنطق، الوعي والمعرفة، علم الاحياء والفنون لاسيما السينما. من أهم مؤلفاته «الأحمق الغبي هو من لا يفكر» وهو مؤلَّف موسوعي من 100جزء، «السينما أو الرجل الخيالي» " Cinéma ou l'homme imaginaire" وكذلك من أهم مؤلفاته «وحدة الإنسان» و «الإنسان والموت».

## سيرته
في مطلع القرن العشرين، هاجرت عائلة موران من مدينة سالونيك العثمانية «سالونيك» إلى مرسيليا، ثم إلى باريس، حيث وُلد إدغار. ينحدر من أصل يهودي سفاردي.
عام 1936، خلال الحرب الأهلية الإسبانية، انضم موران إلى المنظمة الاشتراكية التحررية «التضامن الدولي المناهض للفاشية». بعد عامين، التحق بحزب الجبهة، وهو حزب يساري سلمي مناهض للفاشية.
عندما اجتاح النازيون الألمان فرنسا عام 1940، ساعد موران اللاجئين وانضم إلى المقاومة الفرنسية. غادر باريس إلى «المنطقة الحرة» في تولوز، حيث واصل دراسة القانون في جامعة تولوز كابيتول. انضم إلى الحزب الشيوعي الفرنسي عام 1941. ثم التحق بحركة مقاومة أسرى الحرب والمبعدين «MRPGD» التي كان يقودها ميشيل كايو، وهي حركة تقاوم الاحتلال الألماني لفرنسا. لاحقًا، اندمجت «MRPGD» في حركة الأسرى والمبعدين الوطنية «MNPGD» التي أسسها فرانسوا ميتران.
التحق لاحقًا بهيئة أركان الجيش الفرنسي الأول في ألمانيا عام 1945، ثم تولى رئاسة مكتب «الدعاية» في الحكومة العسكرية الفرنسية عام 1946. عند التحرير، كتب «العام صفر لألمانيا» «L'An zéro de l'Allemagne»، وصف فيه الحالة الذهنية للشعب الألماني المهزوم بأنها أشبه «بالسير أثناء النوم»، خاضعة «لحالة من الاكتئاب»، والجوع، والشائعات.
بصفته عضوًا في المقاومة الفرنسية، اتخذ موران اسمه المستعار بعد خطأ في التواصل خلال اجتماع لمقاتلي المقاومة في تولوز، حين قدّم نفسه باسم إدغار مانان، إشارة إلى شخصية مالرو في رواية «الوضع البشري». لكن الحاضرين سمعوا الاسم خطًا على أنه «موران»، فاستقر عليه.
عام 1945، تزوّج موران من إيرين «فيوليت» شابيلو، وعاشا في لانداو، حيث عمل برتبة ملازم في جيش الاحتلال الفرنسي في ألمانيا.
عام 1946، عاد إلى باريس وتخلّى عن مسيرته العسكرية لمتابعة أنشطته ضمن الحزب الشيوعي. خلال عامي 1948 و1949، كتب في قسم الفنون والترفيه في صحيفة «الوطني المقاوم» «Le Patriote Résistant». رغم ذلك، وبسبب موقفه النقدي، تدهورت علاقته بالحزب تدريجيًا حتى طُرد عام 1951 بعد نشره مقالًا في مجلة «المراقب السياسي والاقتصادي والأدبي» «L'Observateur politique, économique et littéraire». في العام نفسه، قُبل في المركز الوطني للبحث العلمي «CNRS».
عام 1955، كان أحد القادة الأربعة للجنة مناهضة حرب الجزائر «Comité contre la guerre d'Algérie». دافع عن السياسي الجزائري مصالي الحاج. وعلى عكس جان بول سارتر، أندريه بروتون، غي دوبور، وأصدقائه مارغريت دوراس وديونيس ماسكولو، لم يوقّع على «إعلان الحق في العصيان في حرب الجزائر»، المعروف باسم «بيان الـ121»، الذي نُشر في سبتمبر 1960 في مجلة «الحقيقة-الحرية» «Vérité-Liberté». إيمانًا منه بأن الحاجة الملحّة تكمن في تفادي قيام دكتاتوريات في كلّ من فرنسا والجزائر، انضم إلى كلود لوفور، موريس ميرلو-بونتي، ورولان بارت، ودعا بدلًا من ذلك إلى مفاوضات عاجلة.
أسّس موران وأدار مجلة «أرغمان» «Arguments» من عام 1954 حتى عام 1962. عام 1959، صدر كتابه «النقد الذاتي» «Autocritique»، وجاء تأمّلًا مطوّلًا في التزامه السابق بالحزب الشيوعي ثم خروجه منه، مركّزًا على مخاطر الأيديولوجيا وخداع الذات. عام 1960، سافر موران على نطاق واسع في أمريكا اللاتينية، فزار البرازيل وتشيلي وبوليفيا وبيرو والمكسيك. عاد إلى فرنسا ونشر كتاب «روح العصر» «L'Esprit du Temps»، وهو عمل يتناول الثقافة الشعبية.
في العام نفسه، جمع عالم الاجتماع الفرنسي جورج فريدمان بينه وبين رولان بارت لتأسيس مركز لدراسة الاتصال الجماهيري، والذي أصبح لاحقًا، بعد عدة تغييرات في الاسم، «مركز إدغار موران» التابع لمدرسة الدراسات العليا في العلوم الاجتماعية «EHESS» في باريس. في عام 1960 أيضًا، شارك موران مع جان روش في تأليف فيلم «يوميات صيف» «Chronique d’un été»، الذي يُعد من أوائل نماذج سينما الحقيقة والسينما المباشرة.
ابتداءً من عام 1965، شارك موران في مشروع واسع النطاق متعدد التخصصات، موّله «الوفد العام للبحث العلمي والتقني»، في بلوزيفيه. تُوّج هذا المشروع بكتاب «تحوّل بلوديميت» «La Métamorphose de Plodémet» عام 1967، وهو عمل إثنولوجي يتناول المجتمع الفرنسي المعاصر، ويركّز على بلدية بلوزيفيه «في فينيستير»، حيث أقام لما يقارب العام.
عام 1968، حلّ موران محل أستاذ الفلسفة آنذاك، هنري لوفيفر، في جامعة نانتير. شارك في انتفاضات الطلبة التي بدأت تتصاعد في فرنسا. في مايو 1968، كتب سلسلة من المقالات في صحيفة «لوموند» سعى من خلالها إلى فهم ما أسماه «كومونة الطلبة». تابع عن كثب ثورة الطلاب وكتب سلسلة ثانية من المقالات في «لوموند» بعنوان «الثورة بلا وجه»، كما شارك في تأليف كتاب «ماي 68: الثغرة» «Mai 68: La brèche» مع كورنيليوس كاستورياديس وكلود لوفور.
عام 1969، أمضى موران عامًا في معهد سالك للدراسات البيولوجية في لا جولا، كاليفورنيا. وجّه إليه الدعوة جوناس سالك بناءً على توصية من جاك مونو وجون هنت، بشرط وحيد هو التعلم. هناك، في هذا «المهد الحاضن لجوائز نوبل»، اطّلع على نظرية الأنظمة. قرأ أعمال أنري لابوري، وجيمس واتسون، وستيفان لوپاسكو، وبرونوفسكي، وتعرّف على فكر غريغوري بيتسون و«الإشكالية الجديدة في علم البيئة».
عام 1970، تزوّج موران من جوهان هاريل، لكن العلاقة لم تستمر. عام 1982، تزوّج من إدويدج لانغراس، التي كانت شريكته مدى الحياة حتى وفاتها عام 2008.
عام 1983، نشر كتابه «في طبيعة الاتحاد السوفيتي» «De la nature de l’URSS»، عمّق فيه تحليله للشيوعية السوفيتية وتنبّأ بالبيريسترويكا التي أطلقها ميخائيل غورباتشوف.
عام 2002، شارك موران في تأسيس «الهيئة الدولية للأخلاقيات والعلم والسياسة». في العام نفسه، سافر إلى إيران برفقة داريوش شايغان.
بعد لقاء في مهرجان موسيقي بمدينة فاس، المغرب، عام 2009، توطدت علاقة موران بأستاذة علم الاجتماع صباح أبو السلام. تزوّج الثنائي عام 2012. تعاونا في تأليف كتاب «اللقاء غير المحتمل والضروري» «La rencontre improbable et nécessaire»، الصادر عن دار «Presses de la Renaissance» عام 2013، كما تعاونا عام 2020 على كتاب «لنغيّر المسار – دروس من فيروس كورونا» «Changeons de voie - Les leçons du coronavirus»، الصادر عن دار «Denoël».
في سن 101، عمل موران على ترجمة 32 من مقالاته بالتعاون مع عالمة الاجتماع آمي هيث-كاربنتييه، ضمن كتاب «تحدي التعقيد: مقالات لإدغار موران» «The Challenge of Complexity: Essays by Edgar Morin»، والذي تضمّن عددًا من المقالات التي تُرجمت إلى الإنجليزية للمرة الأولى.

## إرثه وتقديره
لم يتبنَّ موران الحركات الفرنسية ما بعد الحداثة أو ما بعد البنيوية، بل تابع أجندته البحثية الخاصة. نتيجة لذلك، لم ينقل الأكاديميون الأمريكيون نظرياته إلى الخطابات التخصصية بالطريقة نفسها التي نقلوا بها أعمال فوكو، دريدا، وغالينون-ميلينيك. مع ذلك، يمتد عمل موران بين الأدب الأكاديمي والأدب الشعبي، وظهر على غلاف العديد من المنشورات، منها مجلة «العلوم الإنسانية» (Sciences Humaines) وعدد خاص من صحيفة «لوموند» (Le Monde).
إلى جانب تولّيه رئاسة كرسي اليونسكو في الفكر المركّب، يُعرف موران بصفته أحد مؤسسي التداخل المعرفي (transdisciplinarity). واعتبارًا من عام 2013، نال درجات دكتوراه فخرية في طيف واسع من مجالات العلوم الاجتماعية من 21 جامعة: ميسينا، جنيف، ميلانو، بيرغامو، ثيسالونيكي، لاباز، أودنسي، بيروجيا، كوزنسا، باليرمو، نويفو ليون، جامعة لافال في كيبك، بروكسل، برشلونة، غوادالاخارا، فالنسيا، فيرا كروز، سانتياغو، الجامعة الكاثوليكية في بورتو أليغري، الجامعة الفدرالية في ريو غراندي دو نورتي، وجامعة كانديدو مينديز في ريو دي جانيرو.

## مؤلفاته
- ثقافة أوروبا وبربريتها.
- المعارف السبع الضرورية لتربية المستقبل
- إلى أين يسير العالم.
- هل نسير إلى الهاوية.
- الفكر والمستقبل مدخل إلى الفكر المركب.
- عنف العالم مع جين بوديارد.
- المنهج إنسانية البشرية، الهوية البشرية.
- المنهج الأفكار مقامها حياتها، عاداتها تنظيمها.
- المنهج، معرفة المعرفة، أنتروبولوجيا المعرفة.
- دروس قرن من الحياة، ترجمة خليد كدري، صفحة سبعة للنشر والتوزيع، 2023.
- وقت إضافي أخر صدر عام 2023.[28]

## روابط خارجية
- إدغار موران على موقع IMDb (الإنجليزية)
- إدغار موران على موقع مونزينجر (الألمانية)
- إدغار موران على موقع قاعدة بيانات الفيلم (الإنجليزية)